# Список умерших в 978 году
В этой статье представлен список известных людей, умерших в 978 году.
См. также: Категория:Умершие в 978 году

## Февраль
- 9 февраля — Литгарда де Вермандуа — герцогиня-консорт Нормандии (940—942), жена герцога Вильгельма I; первая графиня Блуа, жена графа Тибо I де Блуа

## Март
- 18 марта — Эдуард Мученик — король Англии (975—978).

## Июнь
- 17 июня — Ферри (Фридрих) I — первый герцог Верхней Лотарингии с 977 года, первый граф Бара (950-е — 978)

## Август
- 15 августа — Ли Юй — последний император империи Южная Тан (961—975), поэт, убит

## Дата неизвестна или требует уточнения
- Герольд Гроссвальсертальский — христианский святой
- Грегори — герцог Гаэты с 963 года
- Гисад II — епископ Урхеля с 948 года
- Гурандухт Абхазская — дочь абхазского царя Георгия II и жена царя Картли Гургена из династии Багратидов.
- Кёнсун — последний правитель корейского королевства Силла (927—935)
- Маккалин — христианский святой
- Маэлмуад мак Брайн — король Мунстера с 976 года
- Рогволод — князь полоцкий, убит
- Снэбьёрн Боров — исландский мореплаватель, вторым достигший берегов Америки и первым высадившийся там.
- Феодосий III — царь Абхазии с 975 года.
- Ярополк Святославич — великий князь киевский (972—978), старший сын князя Святослава Игоревича